# St. Antonius von Padua (Niedersaubach)

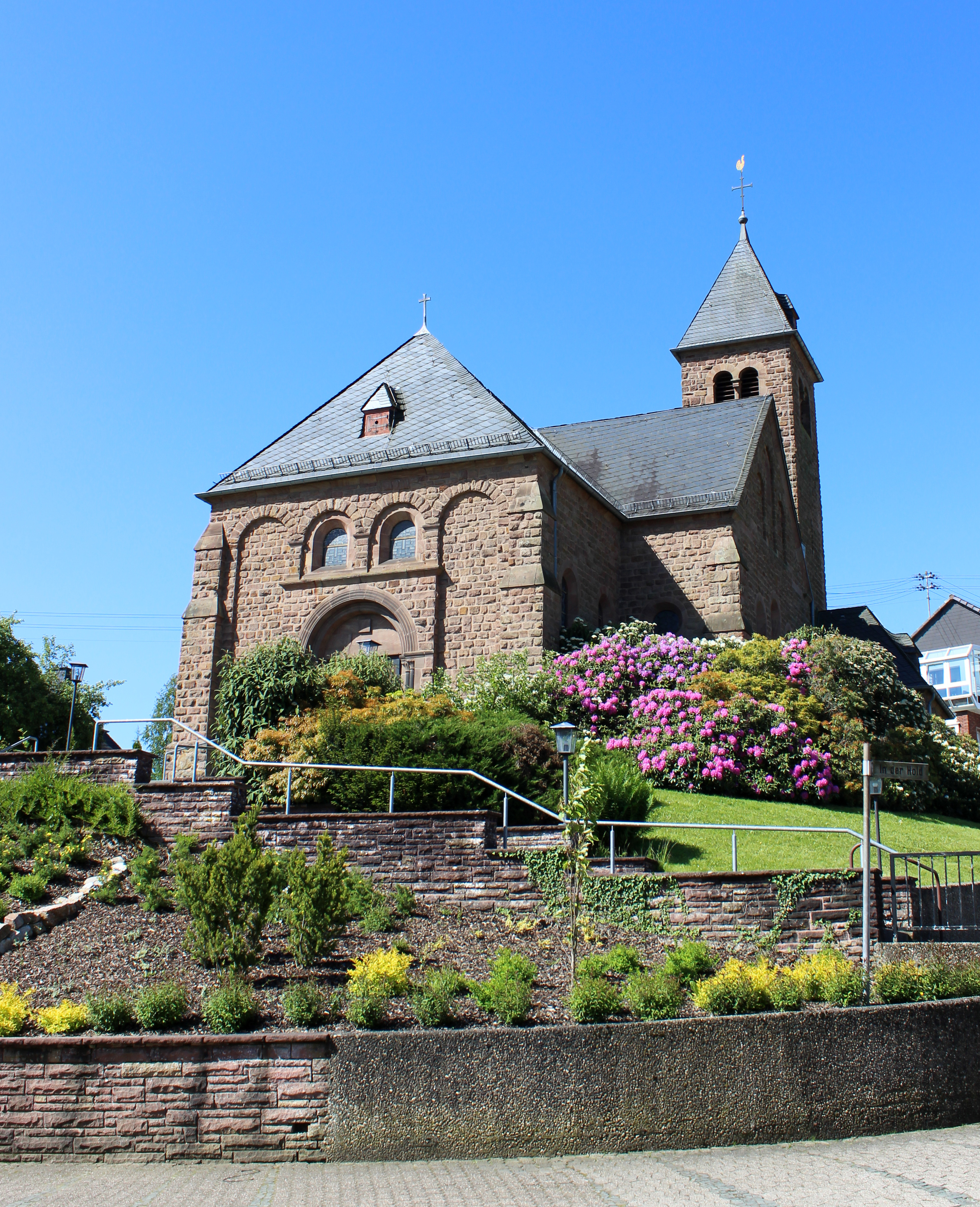
Die katholische Kirche St. Antonius von Padua in Niedersaubach

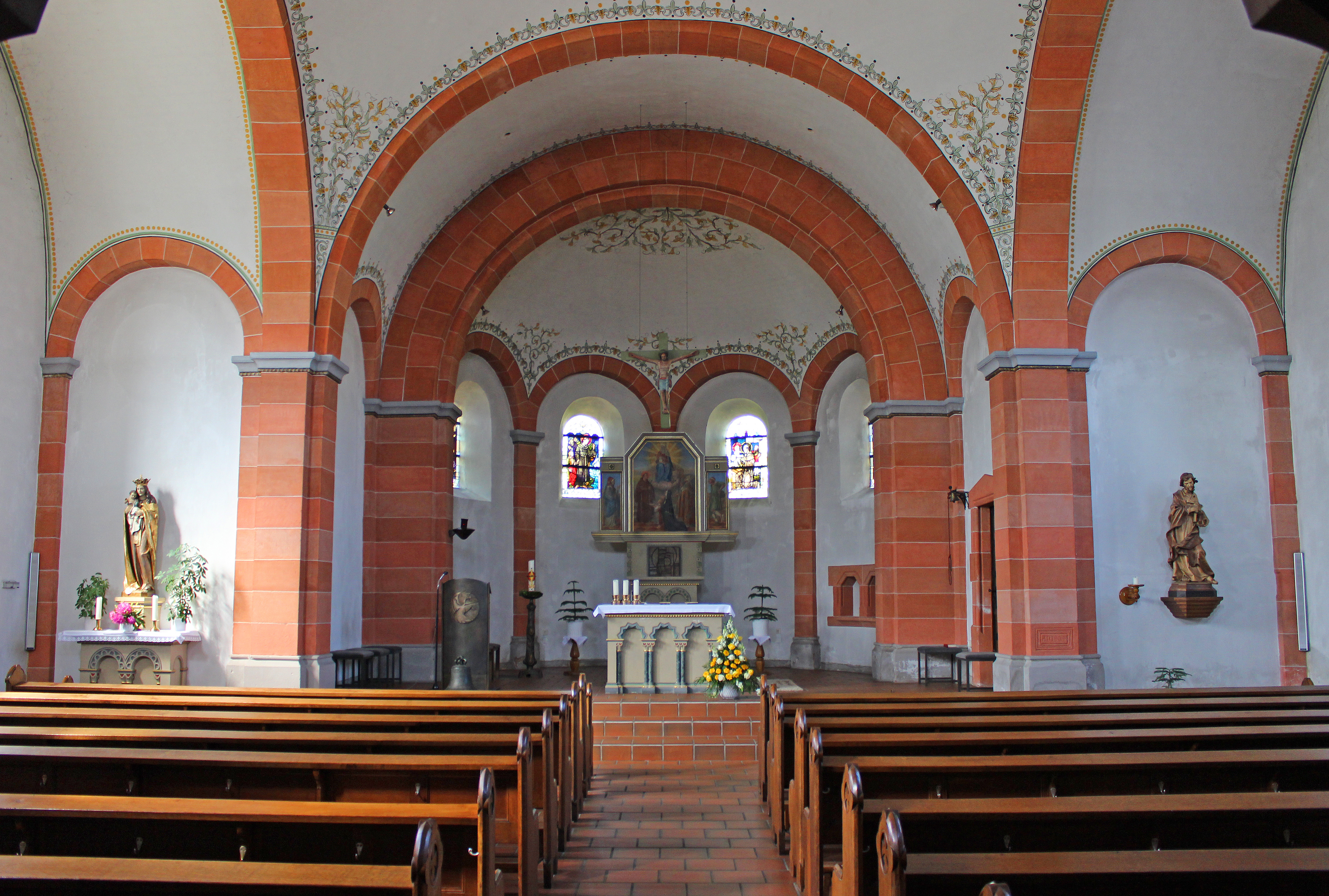
Blick ins Innere der Kirche

Die Kirche St. Antonius von Padua ist eine römisch-katholische Kirche im saarländischen Niedersaubach, einem Stadtteil von Lebach, Landkreis Saarlouis. Sie trägt das Patrozinium des heiligen Antonius von Padua. In der Denkmalliste des Saarlandes ist das Gotteshaus als Einzeldenkmal aufgeführt. Die Kirche ist dem Bistum Trier zugeordnet.

## Geschichte
Bis zum Bau der heutigen Dorfkirche hatte in der Niedersaubacher Antoniusstraße eine kleine, schmucklose Kapelle gestanden, die dem hl. Antonius von Padua geweiht war. Sie stammte noch aus der Zeit der Vierherrschaft, die durch Kurtrier, das Herzogtum Lothringen (ab dem Jahr 1787 das Herzogtum Pfalz-Zweibrücken), die Herren von Hagen und die Äbtissin von Fraulautern ausgeübt wurde. Die vier Herrschaften teilten sich die Ausübung der Rechtsprechung im Hochgericht Lebach.
Die Kapelle war zuletzt wegen Baufälligkeit geschlossen und wurde nach dem Bau der heutigen Kirche abgerissen. Der Niedersaubacher Schneidermeister Matthias Warken war der Hauptinitiator des Kirchenneubaues. Nach einer Wallfahrt zum Grab des hl. Antonius nach Padua, hatte sich Warken in einem Brief an den Trierer Bischof Michael Felix Korum gewandt, um die Genehmigung und dessen Unterstützung für den Kirchenbau zu erhalten, und organisierte Geldsammlungen sowie den Einsatz der Eigenleistungen der Dorfbewohner. Den Baugrund haben die Niedersaubacher Familien Biesel und Riehm gestiftet. Die Kosten des Neubaues wurden von allen Familien in Niedersaubach und Rümmelbach aufgebracht.

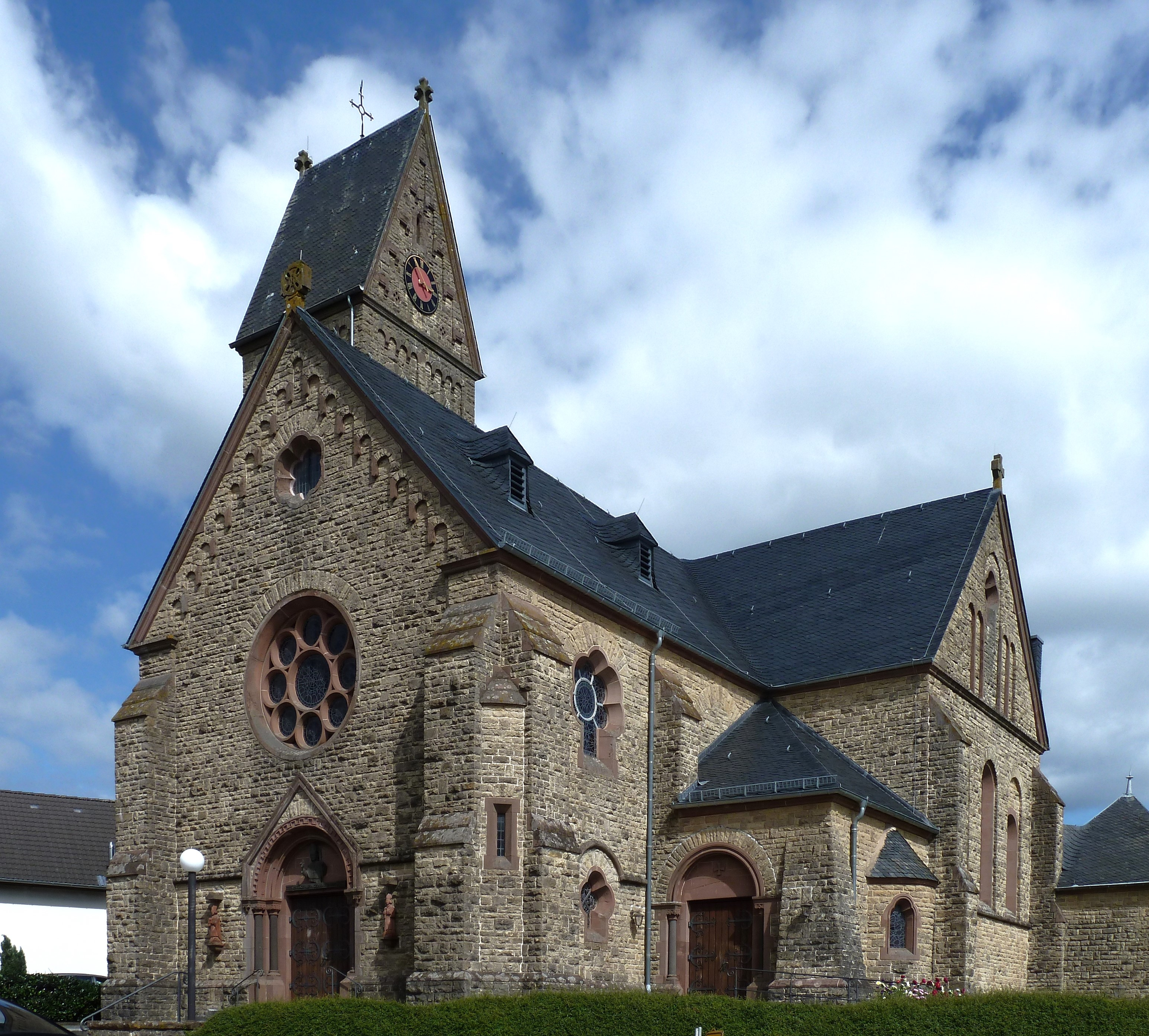
Badem, Katholische Pfarrkirche St. Eligius von Dombaumeister Julius Wirtz als architektonisches Vorbild von St. Antonius von Padua in Niedersaubach

Die Kirche wurde in den Jahren 1909 bis 1910 nach Plänen des Trierer Dombaumeisters Julius Wirtz errichtet. Kurz vor Baubeginn in Niedersaubach hatte Wirtz in den Jahren 1907 bis 1908 mit der Kirche St. Eligius im Eifelort Badem ein, wenn auch größeres, so doch in der architektonischen Innen- und Außengestaltung sowie im Stil vergleichbares Sakralgebäude entworfen.
Für die Bauausführung in Niedersaubach zeichnete Baumeister Friedrich Klein (Lebach) verantwortlich.
Von 1957 bis 1960 erfolgten Restaurierungs- und Erweiterungsmaßnahmen. Es wurde ein Heizraum angebaut und am Außenbau Stützmauern errichtet. Ferner wurde der Kirchenvorplatz mit dem Aufgangsbereich neu gestaltet.
In den Jahren 1977 bis 1980 fanden umfangreiche Umbau- und Restaurierungsmaßnahmen statt, die besonders den Altarraum betrafen. Eine weitere Restaurierungsmaßnahme wurde im Jahr 1987 durchgeführt.

## Architektur

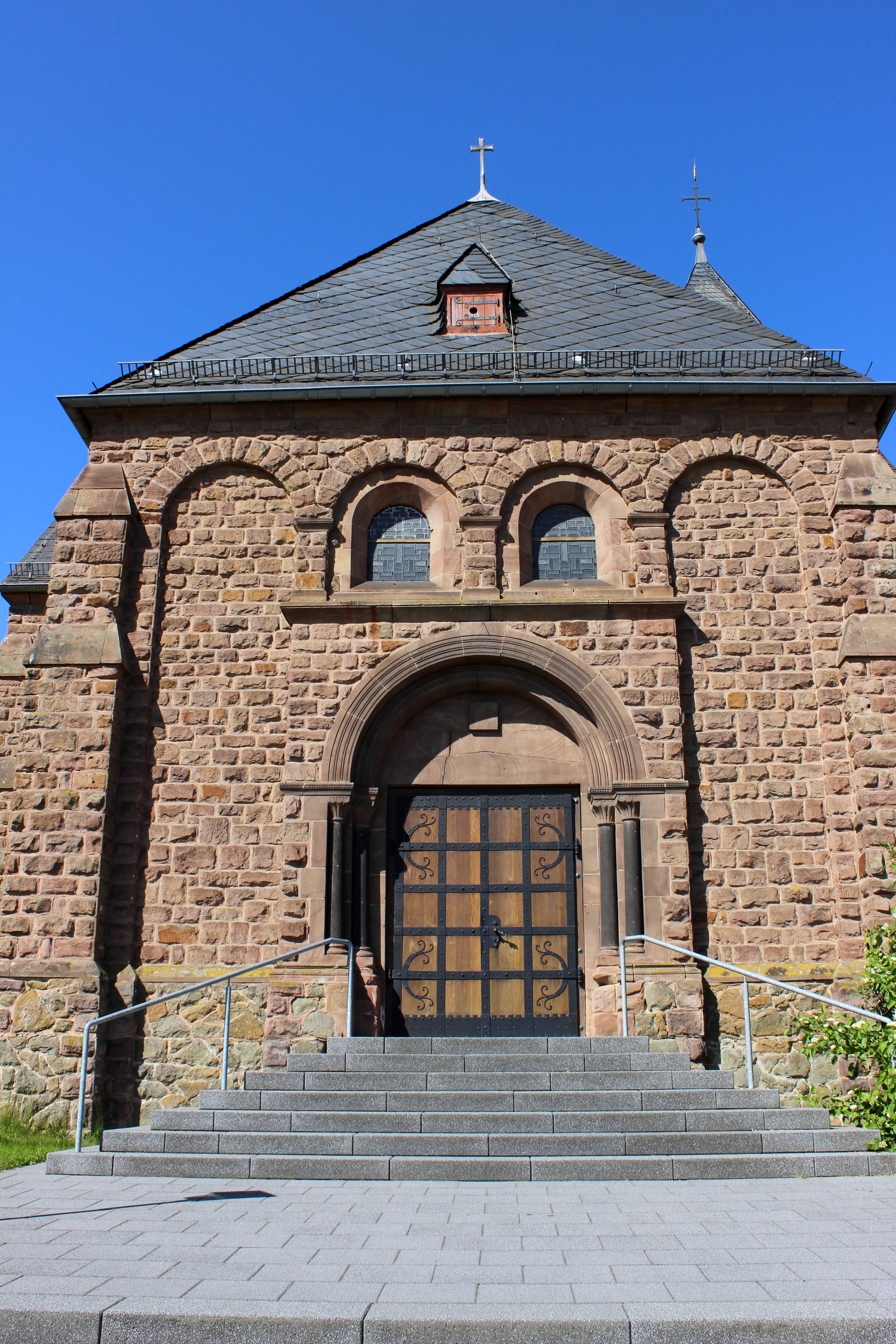
Niedersaubach St. Antonius, Portalfassade

Der neoromanische Sakralbau ist als Zentralbau auf griechischem Kreuz konstruiert. Der westliche Kreuzarm, der die Orgelempore aufnimmt, besteht im Vergleich zu den übrigen Armen aus zwei Achsen. Die Kreuzarme sind quertonnengewölbt. Die Wandflächen sind durch Pilaster und Schildbögen gegliedert. So entstehen flache Wandnischen. Breite Gurtbögen auf Pilastern heben die Vierung der Kreuzarme architektonisch hervor. Sie ist durch eine Kalotte überwölbt. Der östliche Kreuzarm ist durch einen massiven Triumphbogen verengt und leitet zur halbrunden Apsis über. Der Innenraum ist der Mittelachse folgend symmetrisch gestaltet.
Das Kirchenäußere folgt einer malerischen Asymmetrie, indem es durch einen Chorflankenturm mit kleiner halbrunder Nebenapsis, der Sakristei und einem Anraum belebt ist und je nach Standpunkt des Betrachters verschieden gestaffelte Bauteile sichtbar werden. Auch die steinsichtigen Wandflächen sind unterschiedlich gestaltet. So zeigt die Hauptfassade eine reichere Gliederung mit gestuftem Säulenportal und Pfeifenkapitellen auf Basalt-Säulenschäften. Das Bogenportal wird von einer Ädikula gerahmt. Flankierende Blendbögen geben der rustikalen Sandsteinquader-Fassade einen trutzig-monumentalisierenden Charakter.

## Ausstattung
Im Rahmen der Umbau- und Restaurierungsmaßnahmen von 1977 bis 1980 wurde die Ausstattung der Kirche zum Teil erneuert. Zu den neuen Ausstattungsgegenständen im Altarraum, der gemäß den Anforderungen der Liturgiereform des Zweiten Vatikanischen Konzils neu gestaltet wurde, gehört der Zelebrationsaltar in der Mitte des Altarraums, der Tabernakel, und der Ambo. Zusammen mit dem neuen Tabernakel ersetzt das Retabel des Antonius-Altars, der sich ursprünglich im rechten Kreuzarm befand, den früheren Hochaltar.
Zur Ausstattung gehört auch ein in den Jahren 1977 bis 1988 neu gestaltetes Kriegerdenkmal an der Rückwand des Kirchenraums, und eine im gleichen Zeitraum erneuerte Ausmalung des Innenraumes.

## Glocken
Im Jahr 1958 goss die Glockengießerei Otto (Saarlouis) in Saarlouis-Fraulautern, die von Karl (III) Otto von der Glockengießerei Otto in Bremen-Hemelingen und dem Saarländer Alois Riewer 1953 gegründet worden war, für die Kirche in Niedersaubach vier Bronzeglocken mit den Schlagtönen: gis′ – h′ – cis″ – dis″. Das vierstimmiges Geläute wurde am 7. Dezember 1958 geweiht und am 24. Dezember des gleichen Jahres zum ersten Mal läutete. Die Namen, Grundtöne, Gewichte und Inschriften der Glocken lauten wie folgt:
| Nr. | Name           | Grundton | Gewicht (kg) | Inschrift |
| 1   | Dreifaltigkeit | gis      | 600          | „Lob Gott dem Vater- dem gleichförmigen Sohne — und dir Heiliger Geist — künde mein metallner Mund — in alle Ewigkeit. In kindlicher Ergebenheit gegenüber der Mutterkirche — die Tochterkirche 1958.“ |
| 2   | Maria          | h        | 350          | „Die Unbefleckte Empfängnis bin ich —zum Angelusbeten rufe ich — zu Werken der Buße ermahne ich. Im 100. Jahre der Erscheinung in Lourdes 1958.“                                                       |
| 3   | Josef          | cis      | 250          | „Die Jungfräulichen behüte ich — den Sterbenden Hilf gewähre ich — die bösen Geister verscheuche ich. N. Schäfer und M. Mailänder haben mich gestiftet 1958“                                           |
| 4   | Antonius       | dis      | 200          | „Kirch und Dorf beschütze ich — die Lebenden zum Gottesdienst rufe ich — den Toten Ruh erflehe ich — Blitz und Hagel breche ich. ‚Die Zivilgemeinde hat mich gestiftet 1958‘“                          |